# 12 février aux Jeux olympiques d'hiver de 2014
Pour un article plus général, voir Jeux olympiques d'hiver de 2014.
Le 12 février aux Jeux olympiques d'hiver de 2014 est le septième jour de compétition.

## Programme
| Heure UTC+4 (Sotchi)                          |               |
| bleu                                          | Cérémonie     |
| neutre                                        | Épreuve       |
| or                                            | Finale        |
| orange                                        | Petite finale |
| rose                                          | Reporté       |
| gris                                          | Annulé        |
| Compétition masculine                         | Hommes        |
| Compétition féminine                          | Femmes        |
| Compétition mixte (hommes et femmes mélangés) | Mixte         |
| Compétition en couple (1 homme et 1 femme)    | Couple        |
| modifier                                      |               |

| Horaire | Discipline Spécialité | Discipline Spécialité                   | Discipline Spécialité                      | Phase                                 | Résultats                                                                                                   | Références |
| ------- | --------------------- | --------------------------------------- | ------------------------------------------ | ------------------------------------- | --- | ---------- |
| 09:00   |                       | Curling                                 | Compétition hommes                         | Phase préliminaire 4e session         | 5-9 | -          |
| 09:00   |                       | Curling                                 | Compétition hommes                         | Phase préliminaire 4e session         | 8-5 | -          |
| 09:00   |                       | Curling                                 | Compétition hommes                         | Phase préliminaire 4e session         | 5-4 | -          |
| 11:00   |                       | Ski alpin Descente                      | Compétition femmes                         | Finale                                | Tina Maze - Dominique Gisin · Lara Gut                                                                      | -          |
| 12:00   |                       | Hockey sur glace                        | Compétition femmes                         | Tour préliminaire Groupe A - Match 9  | 3-4 | -          |
| 13:30   |                       | Combiné nordique Tremplin normal + 10km | Compétition hommes                         | Manche de compétition                 | - | -          |
| 14:00   |                       | Curling                                 | Compétition femmes                         | Phase préliminaire 4e session         | 8-4 | -          |
| 14:00   |                       | Curling                                 | Compétition femmes                         | Phase préliminaire 4e session         | 4-7 | -          |
| 14:00   |                       | Curling                                 | Compétition femmes                         | Phase préliminaire 4e session         | 4-7 | -          |
| 14:00   |                       | Curling                                 | Compétition femmes                         | Phase préliminaire 4e session         | 9-6 | -          |
| 14:00   |                       | Snowboard Half-pipe                     | Compétition femmes                         | Qualification                         | - | -          |
| 16:30   |                       | Combiné nordique Tremplin normal + 10km | Compétition hommes                         | Finale                                | Eric Frenzel · Akito Watabe · Magnus Krog                                                                   | -          |
| 16:30   |                       | Hockey sur glace                        | Compétition femmes                         | Tour préliminaire Groupe A - Match 10 | 3-2 | -          |
| 18:00   |                       | Patinage de vitesse 1 000 m             | Compétition hommes                         | Finale                                | Stefan Groothuis · Denny Morrison · Michel Mulder                                                           | -          |
| 18:15   |                       | Luge Doubles                            | Compétition hommes                         | Finale                                | Tobias Arlt et Tobias Wendl · Andreas Linger et Wolfgang Linger · Andris Šics et Juris Šics                 | -          |
| 19:00   |                       | Curling                                 | Compétition hommes                         | Phase préliminaire 5e session         | 7–11 | -          |
| 19:00   |                       | Curling                                 | Compétition hommes                         | Phase préliminaire 5e session         | 2-4 | -          |
| 19:00   |                       | Curling                                 | Compétition hommes                         | Phase préliminaire 5e session         | 4–7 | -          |
| 19:00   |                       | Curling                                 | Compétition hommes                         | Phase préliminaire 5e session         | 8-5 | -          |
| 19:00   |                       | Snowboard Half-pipe                     | Compétition femmes                         | Demi-finale                           | - | -          |
| 19:45   |                       | Patinage artistique Programme libre     | Compétition en couple (1 homme et 1 femme) | Finale                                | Tatiana Volosozhar et Maksim Trankov · Ksenia Stolbova et Fedor Klimov · Aljona Savchenko et Robin Szolkowy | -          |
| 21:00   |                       | Hockey sur glace                        | Compétition hommes                         | Tour préliminaire Groupe C - Match 1  | 2-4 | -          |
| 21:00   |                       | Hockey sur glace                        | Compétition hommes                         | Tour préliminaire Groupe C - Match 2  | 0-1 | -          |
| 21:30   |                       | Snowboard Half-pipe                     | Compétition femmes                         | Finale                                | Kaitlyn Farrington · Torah Bright · Kelly Clark                                                             | -          |

## Médailles du jour
| Rang  | Nation     | Or | Argent | Bronze | Total |
| ----- | ---------- | -- | ------ | ------ | ----- |
| 1     | Allemagne  | 2  | 0      | 1      | 3     |
| 2     | Russie     | 1  | 1      | 0      | 2     |
| 3     | Suisse     | 1  | 0      | 1      | 2     |
| -     | États-Unis | 1  | 0      | 1      | 2     |
| -     | Pays-Bas   | 1  | 0      | 1      | 2     |
| 6     | Slovénie   | 1  | 0      | 0      | 1     |
| 7     | Japon      | 0  | 1      | 0      | 1     |
| -     | Australie  | 0  | 1      | 0      | 1     |
| -     | Canada     | 0  | 1      | 0      | 1     |
| -     | Autriche   | 0  | 1      | 0      | 1     |
| 11    | Suède      | 0  | 0      | 1      | 1     |
| -     | Lettonie   | 0  | 0      | 1      | 1     |
| Total | Total      | 7  | 5      | 6      | 18    |